# اكوشارن (آيت بوفولن)
اكوشارن هو دُوَّار يقع بجماعة آيت بوفلن، إقليم كلميم، جهة كلميم واد نون في المملكة المغربية. ينتمي الدوّار لمشيخة آيت بوفولن التي تضم 13 دوار. يقدر عدد سكانه بـ 174 نسمة حسب الإحصاء الرسمي للسكان والسكنى لسنة 2004.

## روابط خارجية
- البوابة الوطنية للجماعات الترابية
- المندوبية السامية للتخطيط